# بازیل سیدنی
بازیل سیدنی (انگلیسی: Basil Sydney؛ ۲۳ آوریل ۱۸۹۴ – ۱۰ ژانویهٔ ۱۹۶۸) یک هنرپیشه اهل بریتانیا بود.
از فیلم‌ها یا برنامه‌های تلویزیونی که وی در آن نقش داشته است می‌توان به هملت، جزیره گنج، دور دنیا در هشتاد روز، منفجرکننده‌های سد، آیوانهو، سالومه، جان پل جونز، سیمبا، همسر دریایی، ماجرای عشقی پر تب و تاب، رمانتیک، تونل اشاره کرد.